# Pirrotina
La pirrotina o pirrotita és un mineral de la classe dels sulfurs. Va ser anomenada així l'any 1847 per Ours-Pierre-Armand Petit-Dufrénoy, del grec purros (groc vermellós). Pertany i dona nom al grup de la pirrotina de minerals.

## Característiques
La pirrotina és un mineral poc freqüent, amb un contingut variable de ferro, sent la seva fórmula: Fe1-xS (x = 0 a 0,17). La pirrotina és també anomenada pirita magnètica perquè el seu color és similar al de la pirita, i és feblement magnètica. El magnetisme disminueix quan disminueix el seu contingut de ferro. Visualment és molt similar a la smythita.
La pirrotina té diversos politips de simetria cristal·lina hexagonal o monoclínica; de vegades, es presenten diversos politips en el mateix espècimen. La seva estructura cristal·lina està basada en la cel·la unitat de NiAs, on el metall es presenta en coordinació octaèdrica i els anions segueixen una ordenació prismàtica trigonal. Una important característica d'aquesta estructura és la seva capacitat per ometre alguns àtoms de metall en una fracció total de fins a 1/8, mitjançant la creació de buits vacants en ferro. Una d'aquestes estructures és la pirrotina-4C (Fe₇S₈). Aquí el nombre "4" indica que els buits vacants en ferro formen una superxarxa que és 4 vegades més gran que la cel·la unitat en la direcció "C". La direcció C s'escull convencionalment paral·lela a l'eix de simetria principal del cristall; aquesta direcció habitualment es correspon amb el major espaiat de xarxa. Altres politips inclouen: pirrotina-5C (Fe9S10), 6C (Fe11S₁₂), 7C (Fe9S10) i 11C (Fe10S11). Cada politip pot tenir simetria monoclínica (M) o hexagonal (H).

## Formació i jaciments
Es troba al costat de la pentlandita en roques ígnies bàsiques, en filons i en roques metamòrfiques. També es troba sovint al costat de la pirita, marcassita i magnetita. Una espècie relacionada, no magnètica, és l'anomenada troilita, la qual s'ha trobat en meteorits i poques vegades a l'escorça terrestre. Als territoris de parla catalana ha estat descrita a les mines del Pla de Tor (Naut Aran) i a les mines de l'Americano de Gualba (Vallès Oriental).

## Varietats
Es coneixen dues varietats de pirrotina:
- La pirrotina cobàltica, una varietat que conté cobalt.[6]
- La pirrotina niquèlica, una varietat que conté níquel.[7]

## Grup de la pirrotina
El grup de la pirrotina està integrat per tres espècies minerals.
| Espècie   | Fórmula                    |
| --------- | -------------------------- |
| Pirrotina | Fe1-xS (x = 0 a 0,17)      |
| Smythita  | (Fe,Ni)3+xS₄ (x = 0 a 0,3) |
| Troilita  | FeS                        |